# Nanorchestes
Nanorchestes är ett släkte av spindeldjur som beskrevs av Topsent och Édouard Louis Trouessart 1890. Nanorchestes ingår i familjen Nanorchestidae.
Nanorchestes är enda släktet i familjen Nanorchestidae.
Kladogram enligt Catalogue of Life och Dyntaxa:
| Nanorchestes | \| \| Nanorchestes antarcticus \| \| \| \| \| \| Nanorchestes collinus \| \| \| \| \| \| Nanorchestes dicrosetus \| \| \| \| |
|              | \| \| Nanorchestes antarcticus \| \| \| \| \| \| Nanorchestes collinus \| \| \| \| \| \| Nanorchestes dicrosetus \| \| \| \| |
|              | Nanorchestes antarcticus |
|              | |
|              | Nanorchestes collinus |
|              | |
|              | Nanorchestes dicrosetus |
|              | |